# Ботанический сад в городе Туркестан
Ботанический сад города Туркестан — в городе Туркестан в составе Международного казахско-турецкого университета имени Ахмеда Ясави в 1994 году был создан ботанический сад, площадь которого составила 88 га. Это первый в Казахстане ботанический сад, созданный на базе университета и имеющий уникальный по составу генофонд. В саду созданы следующие экспозиции: дендрарий, сиренгарий, розарий, берёзовая колка, конферетум, участки плодово-ягодных, водно-прибрежных и цветочно-декоративных растений. Был создан тепличный комплекс. Сад служит основой для ботанических исследований, а также играет важную роль в озеленении Арало-Сырдарьинского региона в Южном Казахстане. Значительный вклад для решения проблем озеленения и создания комфортных условий для жителей этого региона внес первый директор ботанического сада Байжигитов Кулахмет Байжигитович.
Ныне ботанический сад города Туркестан имеет в своём коллекционном фонде более 127 видов, форм и сортов древесно-кустарниковых, декоративных и плодово-ягодных растений, которые ранее здесь не произрастали и были впервые интродуцированы из различных регионов. За два десятилетия ботанический сад стал крупным научно-исследовательским центром для студентов.

## История
Город Туркестан, бывший ранее одним из крупных узловых центров Шелкового пути и духовным центром стран Турана, ныне вновь возрождается. Здесь находится знаменитый мавзолей Ходжа Ахмеда Ясави. В 1991 году был основан Международный казахско-турецкий университет имени Ходжа Ахмеда Ясави. Увеличивается население города и туристическая активность в регионе. Однако, экологические условия в городе Туркестан крайне аридны.
Туркестан из оазиса с цветущим садом в XII-XV вв. превратился в настоящую пустынную зону. За короткое время произошло антропогенное опустынивание современной поймы реки Сырдарьи, тугайный лес остался вдоль русла реки узкой полосой, горячий воздух Кызылкума доходит без преграды до Туркестана. На дорогах из-за поднятой пыли останавливается автотранспорт. У местных жителей широко распространены легочные инфекции, кожные болезни, аллергия и др. Урожайность сельскохозяйственных культур снизилась. Территория, отведённая под ботанический сад, представляла собой сильно истощённую (опустыненную) землю. Проектные работы были выполнены в 1993 г. Проект был обсуждён и одобрен на заседании учёного совета ГБС HAH PK (17.03.1994 г.).

## Климатические условия региона
Туркестанский регион расположен в пустынной зоне Юга Республики Казахстан. Зима наступает со второй половины декабря, часто первый снег появляется в конце декабря или в начале января. Продолжительность времени со снеговым покровом составляет около 46 дней, в отдельные годы осадки выпадают в виде дождей, зима проходит почти без снега. Характерной особенностью зимних месяцев является постоянное чередование сильных морозов и оттепелей. В первой половине января температура воздуха днём поднимается до +10-15 °C, ночью - +5-15 °C. В третьей декаде января часто с севера вторгаются холодные воздушные массы, вызывающие резкие понижения температуры.
Зимой со стороны Каратау дуют ветра со скоростью 2-3,5 м/с, которые в несколько раз увеличивает силу мороза. Например, при ветре  5-70С мороз приравнивается к 20-25 °C, и оказывает пронизывающее воздействие на организм человека и растений.
Весна приходит рано - 15-20 февраля начинаются работы. Со второй половины апреля температура воздуха достигает 25-30 °C.
Фронтальные ветры, дующие с севера, являются сухими. Такие ветра преобладает в Южном Казахстане. Кроме того, существуют ветры местного значения. В Туркестанском районе - это "арыстанды - карабас", который образуется в горах Каратау. Данные воздушные течения идут в период с марта – апрель, которые непрерывно продолжаются в течение трёх-семи дней, порой достигая месяца.
Лето отличается крайне высокой температурой воздуха, низкой влажностью, значительной запылённостью. Интенсивность солнечной радиации достигает 1,4-1,5 калории на 1 см2 в минуту. Продолжительность жаркого периода 5-6 месяцев. Дневные температуры воздуха находятся в пределах 40- 500С, ночные - опускаются до 15-18 °C.
Под влиянием антропогенных факторов в последние годы в Туркестанской экологической зоне произошли существенные изменения климата. В период с 1987 по 1996 г. средняя годовая температура повысилась на 1 °C, а годовая сумма осадков снизилась на 28 мм, увеличилось количество ветреных дней.
В Туркестане засушливый период продолжается около 225 дней в году. Начиная с марта и до середины ноября испарение превышает количество осадков, верхние слои почвы полностью высыхают.
В Туркестана холодный период длится с 20 ноября по 20 февраля, теплый период приходится на март - ноябрь.
Таким образом, в Туркестанском регионе календарные времена года - зима, весна, лето, осень - не соответствуют общепринятым понятиям об этих сезонах из-за сильного сдвига всей температурной кривой в сторону лета.

## Структурные подразделения
В состав экспозиционно-паркового и экспериментально-производственного сектора входят 22 питомника и участка, построенных с использованием достижений садово-парковый архитектуры и технологии устройства сада. Это позволяет успешно выявлять и наглядно демонстрировать декоративные свойства растений различных видов, изучать возможности подбора ассортимента древесных растений для целей декоративного садоводства и озеленения.
Размещение экспонируемого материала дендрария осуществляется по систематическому принципу. Пространственная группировка растительного материала в основном происходит по родам и семействам.

### По функциональным признакам территория ботанического сада подразделяется на основные секторы
- экспозиционно-парковый;
- опытно-экспериментальный;
- хозяйственный.

### В состав экспозиционно-паркового сектора входят следующие зоны
- дендрарий;
- участок декоративного садоводства;
- водная и приводная растительность;
- розарий;
- декоративное цветоводство;
- сиренгарий;
- перспективные культурные растения;
- флора Казахстана;
- берёзовая роща;
- экспозиция хвойных растений.
- Площадь экспозиционно-паркового сектора составляет 33 га.

### Экспериментально-производственный сектор занимает 53 га и состоит из следующих участков
- фруктовый сад;
- плодово-ягодный питомник;
- виноградник;
- коллекция овоще-бахчевых культур;
- опытный участок лекарственных растений;
- коллекция пищевых и ароматических растений;
- коллекция цветочно-декоративных растений;
- коллекция почвопокровных растений;
- редкие и охраняемые виды растений Южного Казахстана;
- интродукционный питомник;
- репродукционный питомник;
- карантинный.

## Интродукционные растения
К настоящему времени в ботаническом саду города Туркестан успешно произрастают 127 видов, форм и сортов древесно-кустарниковых, декоративных и плодово-ягодных растений, которые впервые интродуцированны из различных регионов.
Ниже приведён список интродуцированных видов деревьев и кустарников, сорта плодовщ-ягодных растений.
1. Лиственные виды древесных растений:
- Семейство Берёзовые - Betulaceae C.F. Gray
  - Берёза повислая или бородавчатая - Betula pendula Roth
- Семейство Бигнониевые - Bignoniaceae Juss,
  - Катальпа прекрасная - Catalpa speciosa (Warder ex Barney) Warder ex Engelm
- Семейство Фабовые - Fabaceae Lindl.
  - Робиния лжеакация или белая акация - Robinia pseudacacia L.
  - Софора японская - Styphnolobium japonicum (L.) Schott
  - Гледичия трёхиглая - Gleditschia triacanthos L.
- Семейство Буковые - Fagaceae Dumort.
  - Дуб черешчатый - Quercus robur L.
- Семейство Ивовые - Salicaceae Mirb.
  - Туранга разнолистная - Populus diversifolia Schrenk
  - Туранга сизолистная - Populus pruinosa Schrenk
  - Ива вавилонская - Salix babilonica L.
  - Ива Матсуды извилистая - Salix Matsudana Koidz f.torwosa Rehd
  - Ива серебристо-белая - Salix argyrecea E.Wolf.
  - Ива корзиночная (формы: прутовидная, белотал, верболоз)— Salix vimi-nalis L.
  - Тополь калифорнийский - Populus California
  - Тополь белый, серебристый - Populus alba.
  - Тополь Болле (форма туркестанский пирамидальный) - Populus bolleana Lauспе
- Семейство Ильмовые - Ulmaceae Mirb.
  - Вяз лопастной - Ulmus laciniata (Trautv.) Mayr
  - Вяз гладкий - Ulmus laevis Pall.
  - Ильм полевой, берест или карагач - Ulmus campestris L.
- Семейство Каркасовые - Celtidaceae Link
  - Каркас кавказский - Celtis caucasica Willd.
- Семейство Кленовые - Aceraceae Jus.
  - Клён татарский - Acer tataricum.
  - Клён Семёнова - Acer semenovii Regeiyet Herd.
- Семейство Крушиновые - Rhamnaceae Juss.
  - Унаби или грудная ягода - Zizfyphus jujuba Mill.
- Семейство Липовые - Tiliaceae Juss.
  - Липа мелколистная или сердцевидная - Tilia cordata Mill.
- Семейство Лоховые - Elaeagnaceae Juss.
  - Облепиха крушиновая - Hippophae rhamnoides L.
  - Лох узколистный - Elaeagnus angustifolia L.
- Семейство Маслинные - Oleaceae Hoffmgg. et Link
  - Ясень ланцетолистный или зелёный – Fraxinus lanceolata Borkh.
  - Ясень обыкновенный - Fraxinus excelsior L.
- Семейство Розоцветные - Rosaceae Juss.
  - Миндаль обыкновенный - Amygdalus communis L.
  - Боярышник алтайский - Crataegus altaica L.
  - Боярышник туркестанский - Crataegus turkestanica Pojark
- Семейство Сапиндовые - Sapindaceae Juss.
  - Кельтейтерия метельчатая (мыльное дерево) - Koelreuteria paniculata Laxm.
- Семейство Симарубовые - Simarubaceae Liydl.
  - Айлант высочайший -Ailanthus altissima (Mill) Swingle
- Семейство Сумаховые - Anacardiaceaceae Lindl.
  - Сумах оленерогий, пушистый или уксусное дерево - Phus typhina L.
- Семейство Тутовые - Moraceae Link.
  - Шелковица белая - Morus alba L.

2. Хвойные растения:	
- Семейство Кипарисовые - Cupressaceae Rich, ex Bartl.
  - Можжевельник виргинский - Juniperus virginiana L.
  - Можжевельник обыкновенный - Juniperus communis L.
  - Можжевельник туркестанский - Juniperus turkestanica Кот.
  - Туя западная золотистокончиковая - Thuja occidentalis L.aureo-spicata Beissn.
  - Туя западная шаровидная - Thuja occidentalis L. globosa Gord.
  - Туя западная складчатая - Thuja occidentalis L. plicata Mast
  - Туя западная пирамидальная - Thuja occidentalis L.fasstigiata Beissn.
  - Туя западная изящная - Thuja occidentalis L.elegantissima Oud
  - Туя западная гребенчатая - Thuja occidentalis L.cristata Carr.
  - Биота восточная - (Biota orientalis Endl). Platycladus orientalis (L.) France
- Семейство Сосновые - Pinaceaceae Lindl.
  - Ель колючая голубая - Picea pungens Engelm glauca Beissn.
  - Ель колючая синяя - Picea pungens Engelm coerulea Beissn.
  - Ель обыкновенная или европейская - Picea abies (L.) Karst.
  - Ель Шренка - Picea schrenkiana Fsch.et Mey
  - Сосна обыкновенная - Pinus sylvestris L.
  - Сосна крымская - Pinus pallasiana D.Don

3. Кустарниковые растения
- Семейство Барбарисовые - Berberidaceae Juss.
  - Барбарис обыкновенный - Berberis vulgaris L.
  - Барбарис Тунберга - Berberis thunbergii D.S.
- Семейство Бересклетовые - Celastraceae R.Br
  - Бересклет бородавчатый - Euonymus verrucosa Scop.
- Семейство Фабовые - Fabaceae Lindl.
  - Аморфа кустарниковая - Amorpha fruticosa L.
  - Бобовник - Laburnum anagyroides Medic
  - Багрянник Гриффита - Gercis griffithii Boiss.
- Семейство Дереновые - Cornaceae Dumort
  - Дерен южный или свидина - Cornus australis C.A.Mey.
  - Дерен кроваво-красный или свидина - Swida sanguineae (L.) Opiz..
  - Дерен мужской или кизил - Cornus mas L.
- Семейство Жимолостные - Carprifoliaceae Juss.
  - Жимолость татарская - Lonicera tatarica L.
  - Снежик пурпурно-ягодный - Symphoricarpos orbiculatus Moench.
  - Калина обыкновенная (снежный шар) - Viburnum opulus L.
  - Калина гордовина - Viburnum lantana L.
  - Калина красная - Viburnum rubrum L.
  - Бузина чёрная -Sambucus nigra L.
  - Бузина красная - Sambucus sp.
- Семейство Камнеломковые - Saxifragaceae Juss .
  - Смородина золотистая – Ribes aureum Pursh
- Семейство Маслинные - Oleaceae Hoffmgg.et Link
  - Форзиция рассеянная - Forsythia suspensa Thunbvane
  - Сирень обыкновенная - Syringa vulgaris L.
  - Сирень китайская - Syringa chinensis Willd L.
  - Сирень венгерская - Syringa Josikae Jacd.
  - Сирень мохнатая - Syringa villosa Vahl.
  - Бирючина обыкновенная (лигуструм) - Ligustrum vulgare L.
- Семейство Молочайные - Euphorbiaceae Juss.
  - Секуринега полукустарниковая — Securinega suffruticosa (Pall) Rahd
- Семейство Розоцветные - Rosaceae Juss.
  - Хеномелес японский или японская айва - Chaenomeles japonica (Thunb)Lindl.
  - Слива (алыча) растопыренная - Prunus divaricata Ledeb.
  - Вишня войлочная - Cerasus tomentosa (Thunb)Wall.
  - Вишня красноплодная - Cerasus erythrocarpa Nevski
  - Вишня японская - Cerasus japonica (Thunb). Lois.
  - Вишня Бессея - Cerasus besseyi (Bailey) Sok
  - Вишня могилевская - Cerasus mahaleb (L.) Mill.
  - Ирга гладкая - Amelanchier laevis Wieg.
  - Слива колючая, терн - Prunus spinosa L.
  - Роза сирийская - Rosa syriaca Boiss.
  - Роза вьющаяся - Rosa sp.
  - Роза китайская (чайная) - Rosa chinensis Jacq

Сорта:
- Дуфтвольке - Duftwolke
- Кардинал - Kardinal
- София Лорен - Sofia Loren
- Дольче Вита - Dolce Vita
- Анжелика - Angelijua
- Атена - Atena
- Карона - Karona
- Роза колючейшая - Rosa spinosissima L.
- Черемуха виргинская - Padus virginiana Mill
- Спирея (бумальде) - Spirea bumalda Burv
- Семейство Самшитовые - Buxaceae Dumort
  - Самшит вечнозелёный - Buxus sempervirens L.
- Семейство Сумаховые - Anacardiaceae Lindl
  - Скумпия или желтинник - Cotinus coggygria Scop.
  - Сумах трёхлопастный - Rhus trilobata Nutt